# Kuula
«Kuula» — конкурсная песня Отта Лепланда на Евровидение 2012, представляющая  Эстонию.

## История песни
26 сентября 2011 года телеканал ERR начал прием заявок на участие в конкурсе Eesti Laul 2012. Отт Лепланд принял участие в данном отборе на Евровидение 2012. Авторами песни Kuula являются сам исполнитель Отт Лепланд и Аапо Ильвес.
В ходе отбора песня Kuula сначала участвовала в первом полуфинале Eesti Laul 2012, который состоялся 18 февраля. Композиция, получив 9 баллов от жюри и максимальные 10 от телезрителей, заняла первое место и вышла в финал. 3 марта состоялся финал эстонского отбора, где песня прошла в супер финал и, набрав наибольшее число голосов, победила в данном отборе и стала песней, которая представляет Эстонию на Евровидение 2012.
24 мая 2012 года состоялся второй полуфинал конкурса песни Евровидение. Отт Лепланд набрал 100 баллов и занял 4 место, таким образом песня Kuula прошла в финал конкурса. В финале Отт выступил успешно и занял 6 место, набрав 120 баллов.

## Альбом
Композиция Kuula для Евровидения вышла в специальном одноименном издании, где содержится ещё три версии этой песни: на испанском, русском и английском языках.
| №  | Название                     | Длительность |
| -- | ---------------------------- | ------------ |
| 1. | «Kuula (Eurovision Version)» | 2:56         |
| 2. | «Escucha»                    | 2:56         |
| 3. | «Слушай»                     | 2:56         |
| 4. | «Hear Me»                    | 2:56         |

Так же данная композиция (полная версия) находится в альбоме Отта Лепланда Laulan Ma Sind под номером 07.

## Чарты
| Чарт (2012)                 | Пиковая позиция |
| --------------------------- | --------------- |
| Бельгия (Ultratip Flanders) | 40              |
| Эстония (Top 40)            | 1               |